# Kohautia grandiflora
Kohautia grandiflora är en måreväxtart som beskrevs av Dc.. Kohautia grandiflora ingår i släktet Kohautia och familjen måreväxter. Inga underarter finns listade i Catalogue of Life.